# Аргонавты (группа)
«Аргонавты» — ленинградская рок-группа, в составе которой играли Александр Розенбаум и Александр Тимошенко.

## История группы
Группа была образована осенью 1965 года в «Военмехе» студентами Петром Жуковым, Ильёй Мордовиным, Аликом Тимошенко и Александром Глазатовым:
- А. Глазатов — соло-гитара, лидер-вокал,
- П. Жуков — бас, вокал,
- И. Мордовин — ритм-гитара,
- А. Тимошенко — ф-но, орган, вокал,
- Б. Усиевич — ударные.

Основу репертуара составили композиции «The Beatles», «The Hollies», «The Swinging Blue Jeans». Начиная с весны 1966 года, группа регулярно выступает в Военмехе. Находится постоянный барабанщик — Пётр Жеромский.
В июне группа выступила в спортивном лагере МГУ, под Анапой, и там же, выбрала себе название «Аргонавты» (под впечатлением от фильма «Подвиги Геракла»).
На протяжении следующих пяти лет «Аргонавты» входят в число наиболее популярных ленинградских групп. Коллектив занимает третье место на поп-фестивале в кафе «Ровесник» (1966), даёт трёхнедельные гастроли в Киеве (1967), появляется на ленинградском и центральном ТВ, принимает участие в фестивале О.Кандата (1969), выступает на дне студентов в ВМИ (где прозвучал их первый собственный хит — «Саласпилс» авторства А.Тимошенко). Репертуар группы в этот период примерно в равной пропорции составляли «фирменные» и собственные композиции.
В мае 1971 года Жуков уходит в армию. Илья Мордовин берёт бас-гитару, на роль гитариста был приглашён Виталий Черницкий. Под эгидой «Поп-федерации» группа даёт совместные выступления со «Скальдами». Осенью группу покидают Глазатов и Черницкий; их места занимают лидер-гитарист Сергей Дорошенко и пианист Владимир Осташенков. В этом составе «Аргонавты» участвуют в фестивале «Серебряные струны».
В январе 1972 года на место Жеромского был взят барабанщик Владимир Калинин. «Аргонавты» репетируют в клубе ЛИВТа, пытаясь сориентироваться в смене поколений на ленинградской сцене. Осенью 1972 года на профессиональную сцену уходит С.Дорошенко; его на некоторое время заменяет гитарист Валерий Бровко (трио «Ап энд даун»). Весной 1973 года «Аргонавты» занимают первое место на районном смотре-конкурсе самодеятельных ансамблей. Возвращается из армии Жуков, но, поскольку бас-гитару основательно занял Мордовин, он становится «поющим» звукооператором группы, изредка появляясь на сцене с акустической гитарой.
В сентябре 1973 года группу пригласили на съёмки документального фильма «Это беспокойное студенчество» (который на следующий год получил гран-при на фестивале кинодокументалистов в Мюнхене). Группа была в составе: Жуков, Тимошенко, Осташенков, Калинин, Юрий Алынин («Иллюзия»). «Аргонавты» выступают на фестивале в ДК Орджоникидзе. В апреле 1974 года к группе присоединился мультиинструменталист Ласло Танаи.
После выступлений в Геленджике группа оказалась на грани распада. Тимошенко собирает супергруппу «Орнамент». «Аргонавты» (без эл.гитары и органа) превратились в акустический состав и переехали в ДК «Невский». Осенью 1975 года, закончив институт, группу покидает Ласло.
В марте 1976 года в группу возвращается Саша Глазатов, и группа участвует в фестивале «Таллинские песни молодёжи» и в фестивале в Лиепае. Осенью из группы уходят Осташенков и Глазатов. Новые участники — Александр Розенбаум (гитара, ф-но) и Фёдор Столяров (экс-«Феникс», «Идея»; лидер-гитара, вокал). Розенбаум добавил репертуару группы жанрового разнообразия — от хард-рока до романсов; в 1978 году он написал рок-оперу на сюжет о походе за золотым руном, но данный проект не был реализован. «Аргонавты» регулярно играли на танцах в «Невском», выступали на фестивале в ЛЭТИ, в Москве.
В марте 1979 года уходит Столяров, собрав группу «Дилижанс»; Розенбаум практически прекращает выступления в «Аргонавтах», сохранив контакт с группой в качестве автора песен. В группе появляются клавишник Николай Гусев и гитарист Сергей Белолипецкий (экс-«Гольфстрим», «Две радуги»). Осенью к ним присоединился саксофонист-вокалист Евгений Жданов. Группа много выступала, снималась на ТВ, пробовала работать на студии. В апреле 1980 года прошла презентация новой программы в стилистике «фанк», что было принято «в штыки» традиционной рок-аудиторией. Осенью «Аргонавты» выступают с группой «Мифы» на подпольном «сейшене» на Энергетиков, 50.
Калинин и Столяров сыграли важную роль в становлении Ленинградского рок-клуба. Единственное выступление «Аргонавтов» в рамках рок-клуба состоялось 4 мая в ДК «Невский» (ушедшего Мордовина сменил 18-летний басист Иван Ковалёв). Группа распалась после ухода Петра Жукова осенью 1981 года.
Определённое представление о репертуаре «Аргонавтов» даёт сольный альбом Александра Розенбаума «Возвращение на Арго», выпущенный в 1997 году.